# Helsinkigade
Helsinkigade er en gade i Århusgadekvarteret i Nordhavnen i København, der ligger mellem Sundkrogsgade og Murmanskgade i forlængelse af en bro til Gdanskgade på Redmolen. Gaden er opkaldt efter den finske hovedstad og havneby Helsinki.

## Historie og bebyggelse
Gaden hed oprindeligt Lüdersvej, et navn den havde fået omkring 1930 efter havnechef Ferdinand Wilhelm Lüders (1827-1895). Ligesom resten af Århusgadekvarteret ligger gaden i et område, der indtil 2014 var en del af Københavns Frihavn med begrænset adgang for offentligheden. Endnu i 2012 lå der en større lagerbygning på den nordlige side af gaden, nogle pakhuse på den sydlige side og to foderstofsiloer i den østlige ende. Lagerbygningen blev imidlertid efterfølgende revet ned og de andre bygninger ombygget i større eller mindre grad.
I forbindelse med områdets ophør som frihavn var det nemlig blevet besluttet at omdanne det til en ny bydel med boliger og erhverv, hvilket blandt andet medførte anlæg af flere nye gader. Københavns Kommunes Vejnavnenævnet ønskede at følge traditionen med at give gadenavne efter et bestemt tema, i dette tilfælde internationale havnebyer, og det både for de nye gader og en række af de eksisterende. Det kom blandt andet til at berøre den hidtidige Lüdersvej, der blev foreslået omdøbt til Helsinkigade. Indstillingen blev godkendt på Teknik- og Miljøudvalgets møde 21 januar 2014 med virkning fra 1. marts 2014.
Udfor den østlige ende af gaden blev den hidtidige halvø Redmolen omdannet til en ø i forbindelse med etableringen af Redmolekanalen i 2015. I den forbindelse blev der anlagt en vejbro, der forbinder Helsinkigade med den kommende Gdanskgade på Redmolen. Redmolen er dog først bebygget i 2021-2022, så indtil da fungerer broen som adgangsvej til byggepladserne på øen.

## Bebyggelse
De gamle pakhuse på den sydlige side af gaden blev ombygget til rækkehuse med navnet Frikvarteret i 2014-2015 af Tetris og NREP efter tegninger af Polyform Arkitekter. I praksis var ombygningen dog så omfattende, at der stort set ikke blev bevaret andet end et par gavle ud mod Sassnitzgade og Rostockgade. De har så til gengæld også et århundred på bagen, idet de blev opført af Frihavnens arkitekt Christian Agerskov i 1916-1919. På den anden side af Sassnitzgade opførte Domea København karreen Orienten med 134 almene boliger med grønne fællesarealer, en integreret institution og butikker. Karreen er tegnet af Dorte Mandrup Arkitekter og KHS Arkitekter og er beklædt med røde, brune og grå tegl og pladematerialer passende til kvarteret. Byggeriet fandt sted i 2017-2019.
På den nordlige side af gaden er byggeriet kun delvist gennemført. Et af de første var karreen Kronløbshuset, der opførtes af RHB Development efter tegninger af Mangor & Nagel Arkitektfirma i 2014-2015. Karreens facade er i mursten der sammen med de andre byggematerialer giver bygningen et cortenstål udseende passende til de bevaringsværdige bygninger i nabolaget. Yderligere boligbyggeri blev opført i 2019-2022. Fælles for bygningerne er udsigten til den kunstige Kronløbsøen i Kronløbsbassinet.
I den østlige ende står de to tidligere foderstofsiloer som markante minder om tidligere tider. Den nordlige var i sin tid lidt af et vartegn for Nordhavnen og var kendt som HVA DRIKKER MØLR”-siloen efter en stor graffititekst øverst, der kunne ses langt væk. I 2014-2017 blev den ombygget til højhuset The Silo af Union Holding A/S efter tegninger COBE Architects i 2014-2017 og rummer nu 40 lejligheder med forskellig udformning. I stueetagen ligger udstillingen Himmel og Hav om Nordhavnen, der åbnede i 2014. Den sydlige silo blev i sin tid benyttet af DLG. Den blev ombygget til et boligtårnet Frihavns Tårnet (arbejdsnavn: Kornaksen) med ca. 80 lejligheder af Boll+ efter tegninger af Praksis Arkitekter i 2014-2016. Ved ombygningen blev der lagt vægt på at bevare bygningens rå struktur med usædvanligt højt til loftet og referencer til den tidligere funktion som silo. Sammen forsynedes bygningen imidlertid også med syd- og vestvendte karnapper og altaner, hvor beboerne øverst kan nyde en udsigt over kvarteret og København i øvrigt fra ca. 50 meters højde.
Helt mod øst ved Murmanskgade opførtes et parkeringshus for kvarteret med navnet Lüders (arbejdsnavn: Den Røde Tråd) efter tegninger af JAJA Architects i 2014-2016. Huset er nærmest rustrødt men prydes af illustrationer af havnelivet og en mængde grønne plantekasser. Parkeringshuset rummer ca. 500 biler foruden et Netto-supermarked og en genbrugsstation i stuen. Taget fungerer som det offentligt tilgængelige 2.400 m² store Konditaget Lüders, hvor forskellige faciliteter gør det muligt at lege og dyrke sport. Desuden fungerer taget som udsigtspunkt.
Den vestlige ende af gaden mellem Sundkrogsgade og nuværende Southamptongade fungerede frem til 2013 som adgangsvej for kørende trafik til frihavnen med tilhørende toldvagt. Det år blev toldvagten imidlertid flyttet nordpå, mens adgangen til Århusgadekvarteret kom til at skifte flere gange i de følgende år. Det skyldtes ikke mindst etableringen af en byggeplads for en afgrening af metroens Cityringen, der fik station under den kommende Nordhavns Plads for siden at komme op af jorden til en endestation på Orientkaj. Den vestlige del af Helsinkigade blev efterhånden inddraget i byggepladsen, men i 2015 blev den genetableret. Det er tanken at opføre et parkeringshus på det sydvestlige hjørne af Southamptongade og Helsinkigade.